# Smuta (juego)
Smuta es un videojuego de 2024 desarrollado por Cyberia Nova. Es un juego de acción/RPG en tercera persona, desarrollado por el estudio ruso Cyberia Nova. El lanzamiento del juego tuvo lugar el 4 de abril de 2024.

## Información del juego
| Desarrollador         | Cyberia Nova                |
| Editor                | Cyberia Nova                |
| Fecha de anuncio      | 18 de junio de 2022         |
| Fecha de lanzamiento  | 4 de abril de 2024          |
| Licencia              | Propietaria                 |
| Presupuesto del juego | 1 mil millones de rublos    |
| Última versión        | 1.0.8 (25 de junio de 2024) |
| Género                | Acción/RPG                  |
| Creadores             |                             |
| --------------------- | --------------------------- |
| - Director            | Alexey Koptsev              |
| - Productor           | Andrey Belov                |
| - Artista             | Alexey Davydov              |
| Datos técnicos        |                             |
| - Plataforma          | Windows                     |
| - Motor               | Unreal Engine 5             |
| - Modo de juego       | Un jugador                  |
| - Idioma              | Ruso                        |
| - Medio               | Distribución digital        |
| - Controles           | Teclado y ratón             |
| - Sitio oficial       | Sitio oficial (rus.)        |

## Trama
La acción del juego se desarrolla en 1612, durante el Período Tumultuoso. La trama se basa en la novela de Mijaíl Zagoskin «Yuri Miloslavsky, o Los rusos en 1612», pero, como señalan los desarrolladores, «el guion del juego será más dinámico que la fuente literaria».

## Jugabilidad
El juego se presenta en el género de acción/RPG con una perspectiva en tercera persona.
El personaje del jugador debe explorar las tierras de la Rus de Moscú, completar misiones y participar en batallas. Dado que la acción se desarrolla durante el Período Tumultuoso, un período en la historia de Rusia desde 1598 hasta 1613 marcado por desastres naturales, intervención externa y guerras civiles, ruso-polaca y ruso-sueca, el jugador en el papel de un boyardo (o un personaje de otro tipo, ver más abajo) deberá luchar contra enemigos correspondientes.
En el juego hay los siguientes personajes jugables: bandido, campesino, príncipe y bufón. Como bufón, se puede lanzar bombas arrojadizas a los enemigos. Durante la campaña, el jugador puede competir en fuerza y experiencia militar con varios personajes positivos, como el voivoda Grigori. Como enemigos se presentan polacos, bandidos, "lihoimtsy", shishi y grupos de mercenarios, así como algunos animales salvajes, como lobos. Además, surgirán conflictos con representantes de otras facciones rusas (los autores prometieron la posibilidad de negociar con ellos para evitar combates).

## Historia del desarrollo
El 23 de mayo de 2022 se informó que el "Instituto de Desarrollo de Internet" — una organización patrocinada por el gobierno de la Federación de Rusia mediante subvenciones contractuales — otorgó 260 millones de rublos a los desarrolladores de Cyberia Limited para el desarrollo del juego "Smuta". Poco tiempo después, se publicó en la red un documento emitido en 2020. En él se mencionaba que los desarrolladores se inspiraron en los juegos "The Witcher 3:: "Wild Hunt", "Assassin's Creed" y "Ghost of Tsushima". El 4 de junio de 2022, el sitio web del juego dejó de funcionar, ya que los desarrolladores estaban preparando un cambio de marca. Posteriormente, se informó que la compañía cambió su nombre de Cyberia Limited a Cyberia Nova y también creó un grupo de VK para el estudio. El 11 de junio de 2022, los desarrolladores lanzaron un sitio web provisional y prometieron mostrar nuevas imágenes del juego. El 28 de julio de 2022, se presentaron las primeras animaciones del juego, artes conceptuales y modelos de armas, y el 23 de noviembre se publicó un video del proceso de juego de "Smuta", destinado a una demostración cerrada del trabajo en el proyecto.
El 10 de febrero de 2023 se supo que el "Instituto de Desarrollo de Internet" planea invertir nuevamente en el desarrollo del juego. Se informó que el juego se venderá en VK Play, pero los propios desarrolladores no comentaron esta información. El 21 de febrero de 2023, los desarrolladores publicaron un tráiler que se mostró durante el programa de noticias "Navegador del Mundo de los Juegos" con el presentador Boris Repetur. El 6 de junio de 2023 se informó que ya se han asignado 500 millones de rublos para el desarrollo del juego; los desarrolladores anunciaron que el juego se lanzará a principios de 2024. El 7 de junio de 2023 se supo que los desarrolladores planean vender el juego en VK Play. El juego tendrá 100 escenas cinematográficas. También los desarrolladores afirmaron que el juego "no tendrá un mundo abierto". Los desarrolladores no comparan el juego lanzado con ningún otro, incluyendo Kingdom Come: Deliverance. El 21 de agosto de 2023, los desarrolladores informaron que en el estudio trabajan 75 especialistas y freelancers. El director de "Smuta", Alexey Koptsev, declaró que "el juego está dirigido a un público joven" y "puede ser interesante para personas de diferentes países", principalmente debido a la imagen "muy colorida" y a la intensa línea amorosa. Koptsev afirma que en el desarrollo del juego participan "personas absolutamente legendarias" que trabajaron en la creación de "Allods" y "Truckers". El 1 de septiembre de 2023, el estudio publicó el tercer diario de desarrollo, en el que mostró el proceso de creación de modelos de personajes en diferentes etapas del desarrollo. El 22 de septiembre de 2023, Cyberia Nova mostró las ubicaciones "Dark Camp", "Fairy Forest" y el campamento de la milicia cerca de Moscú, y también anunció que el juego se lanzará en febrero de 2024. El 28 de septiembre de 2023 se informó que los videoblogueros rusos Klim Zhukov y Dmitry Puchkov, cuyo canal de YouTube fue eliminado anteriormente, en colaboración con el "Instituto de Desarrollo de Internet" y el estudio Cyberia Nova, lanzarán el llamado "ciclo histórico" "Time of Troubles". El 12 de octubre de 2023, los desarrolladores publicaron un teaser de jugabilidad y enfatizaron que "todavía están trabajando en el sistema de combate y animaciones". El 4 de noviembre de 2023 se abrió la preventa del juego en VK Play. El 21 de diciembre de 2023, los desarrolladores abrieron preventas en el extranjero para la versión en ruso del juego. Para la compra, se requiere una cuenta de VK Play y una tarjeta bancaria rusa; el juego también se puede recibir como regalo de amigos y familiares. El 29 de enero de 2024, la fecha de lanzamiento del juego se pospuso del 26 de febrero al 4 de abril. El 16 de febrero de 2024, los desarrolladores mostraron por primera vez la jugabilidad del proyecto. El 30 de marzo de 2024 se lanzó una versión de prueba del juego titulada "Tiempo de Problemas". El lanzamiento del juego, como se prometió, tuvo lugar el 4 de abril de 2024. Los creadores anunciaron la publicación de actualizaciones y mejoras, y para finales de 2024 se planea una gran expansión titulada "Zemsky Sobor".
El 8 de abril de 2024, Klim Zhukov respondió a las quejas de los usuarios que creían que él estaba involucrado en la producción de "Smuta": "De ninguna manera participé en el desarrollo del juego en ninguna etapa: desde la idea hasta el lanzamiento. No estuve involucrado en absoluto y no puedo responder por todo lo malo (y también lo bueno)".
El 11 de julio de 2024, en la conferencia "Industria del Juego", Alexey Koptsev contó que la idea de "Smuta" apareció hace cuatro años. Inicialmente, los desarrolladores se centraron en juegos al estilo de Dynasty Warriors, pero decidieron abandonar esta concepción y enfocarse en el aspecto histórico. Como fuente de inspiración, Cyberia Nova eligió la novela "Yuri Miloslavsky, o Los rusos en 1612". La preproducción duró un año y medio con fondos propios, durante los cuales el personal del estudio visitó varios museos, estudió documentos y creó los primeros conceptos. En una etapa temprana se formuló la tarea principal del proyecto: interesar a la audiencia joven en el estudio de la historia de Rusia. En 2022, Cyberia Nova presentó sus avances al "Instituto de Desarrollo de Internet", que otorgó una subvención: "Todo se llevó a cabo según el esquema de pago posterior: primero mostramos los resultados, luego recibimos la siguiente parte de la suma". La elección de Unreal Engine 5 como motor gráfico se debió a sus capacidades tecnológicas. Según Koptsev, "el riesgo era alto, pero lo asumimos...". Dado que el lanzamiento tuvo un gran impacto público, el director llegó a la siguiente conclusión: "Dos años para el desarrollo de un juego AA son muy, muy pocos. De hecho, con los parches que estamos lanzando ahora, estamos completando nuestro proyecto". La dificultad también radicaba en la financiación de "Smuta" por parte del estado. La compañía necesitaba cumplir con los plazos establecidos, sin posibilidad de retrasar el lanzamiento. El problema era que las autoridades no tenían en cuenta las especificidades del desarrollo de juegos, aplicando principios de financiación de otras industrias. "El sistema estatal en general es bastante rígido", señaló Koptsev. "Si el reglamento del concurso establece dos años, no == Filtración de la compilación del juego == El 15 de mayo de 2023, se publicó un video de la jugabilidad en el sitio DTF. Según el usuario, se trataba de una compilación temprana de "Smuta". El 22 de mayo de 2023, el portal de juegos "Igromania" mostró otros 18 minutos de jugabilidad, incluyendo el mapa del juego, la exploración de ubicaciones y combates. El 26 de mayo de 2023, el autor de la publicación anunció la filtración de la compilación completa. En el canal de televisión "REN TV", el diseñador de juegos Alexey Koptsev informó que la compañía no tenía relación con esto.

## Trajes y armas
El 30 de mayo de 2023, los desarrolladores publicaron el primer diario sobre el desarrollo del juego. Informaron que en el proyecto también participan consultores históricos que ayudan a recrear la época en la que se desarrollan los eventos del juego. El principal consultor histórico fue Timofey Shevyakov, ex editor en jefe de la agencia "AntiNATO". Los desarrolladores explicaron que en el siglo XVII se utilizaban también armas extranjeras, y que los caftanes de los streltsy tenían colores variados, lo que permitía identificar a qué orden pertenecía una persona según el color del caftán.

## Problemas de lanzamiento
Inicialmente, los desarrolladores consideraron la posibilidad de lanzar el juego en las consolas PlayStation 5, PlayStation 4 , Xbox One, Xbox Series X y Series S, señalando que no estaba claro cómo ingresar a las plataformas digitales de los "propietarios de las plataformas". Más tarde se anunció que no habría versión para consolas. El juego está disponible solo en VK Play, y no se planea su lanzamiento en otras tiendas digitales.

## Críticas

### Antes del lanzamiento
El proyecto recibió una gran cantidad de críticas al comienzo, después de las noticias sobre el lanzamiento, cuando se mostraron artes conceptuales de calidad dudosa y se indicó el presupuesto del apoyo estatal: 260 millones de rublos. Así, los comentaristas de DTF se burlaron de la calidad de los artes conceptuales y su comparación con "The Witcher", y la publicación iXBT Games sugirió que el juego podría convertirse en un completo fracaso debido a la mala posicionamiento del juego y las grandes ambiciones con un presupuesto pequeño.
El 4 de junio de 2022, el sitio web del juego dejó de funcionar. En su lugar, aparecieron memes sobre el juego y un anuncio sobre un nuevo sitio web del juego. Algunos jugadores sugirieron que los desarrolladores "huyeron" con el dinero otorgado por el "Instituto de Desarrollo de Internet". El 21 de agosto de 2023, Alexey Koptsev en PlayPort Fest 2023 habló sobre el escudo de los artes conceptuales mencionado en el documento de 2020 (algunos jugadores evaluaron de manera ambigua el diseño del escudo):
Esta historia del escudo es muy graciosa. ¿Cuál era mi idea? ¿Qué significa el comienzo del siglo XVII? Es un tiempo en el que las armas blancas aún no habían desaparecido y las armas de fuego ya comenzaban a usarse. Y esta imagen del tarja, este escudo, ilustra claramente esto. Básicamente, lo tomamos de grabados que se encuentran en nuestra Armería. Y no hay ninguna idiotez en esto, en realidad. Bueno, sí, se usaban raramente. Sí, podría haber sido un escudo de fabricación no rusa, sino de algún lugar como Holanda. Se usaba para meter la mano en algunas madrigueras fortificadas y disparar al enemigo desde allí. Sin embargo, no hay ninguna esquizofrenia en esto. El escepticismo adicional de los jugadores rusos fue provocado por las comparaciones con "The Witcher" junto con la fecha de lanzamiento anunciada y la falta de videojuegos en el portafolio de los desarrolladores. En febrero de 2023, apareció información sobre la asignación de fondos adicionales del presupuesto estatal: no se mencionó la cantidad, pero se señaló que era "comparable con el primer tramo".
El 19 de noviembre de 2023, el canal de YouTube de la publicación iXBT.com lanzó un video de media hora titulado "SMUTA. Cancelamos las reservas", en el que hablan sobre las reservas, el juego y los desarrolladores. Uno de los autores del canal, Vitaly Kazunov, criticó una captura de pantalla del proceso de combate con las palabras "Anti Pshiek Combo" y llamó al juego una secuela de "Rusos contra los lagartos".

## Reacción de los medios
A algunos medios de comunicación de otros países no les gustó la trama del juego. Por ejemplo, los medios de comunicación polacos acusaron a los desarrolladores de "propaganda" y también llamaron al juego "crudo con un gran presupuesto". Planeta Gracza acusó a los desarrolladores de crear un "juego antipolaco con un presupuesto multimillonario". El 24 de enero de 2024, Alexey Koptsev, director del desarrollo del juego, informó que el juego no sería ni "antipolaco", ni "antisueco", ni "antialemán".

## Censura en las redes sociales
Desde febrero de 2024, en la comunidad de desarrolladores en la red social VK comenzaron a aplicarse nuevas reglas, según las cuales se prohibía a los usuarios dejar comentarios con preguntas sobre la disponibilidad de jugabilidad, así como comentarios que insultaran al equipo o a alguno de los desarrolladores personalmente. Algunos usuarios fueron bloqueados por preguntar sobre la demostración del proceso de juego.

## Reseñas

### Puntuación agregada
| Agregador     | Puntuación |
| ------------- | ---------- |
| «Kritikansvo» | 29/100     |

### Publicaciones en ruso
| Publicación   | Puntuación |
| ------------- | ---------- |
| 3DNews        | 3/10       |
| GameMAG.ru    | 3/10       |
| PlayGround.ru | 4.5/10     |
| StopGame.ru   | Basura     |
| «Igromania»   | 4/10       |

Mikhail Shevkun de la redacción del sitio "Championat" nombró como una de las ventajas el hermoso entorno en algunos lugares. Entre las desventajas destacó el sistema de combate, el sigilo, la verborrea en los diálogos y un mundo estéril y no interactivo. Vladislav Shalganov de "Sport-Express" consideró que al juego "le vendría mejor un género ligeramente diferente", "RPG o estrategia en tiempo real", ya que "así se podría no solo mostrar la magnitud de los eventos, sino también utilizar al máximo los recursos históricos integrados en el juego". Alexey Nimandov de la redacción de la publicación en línea "Afisha" escribió que el único aspecto positivo del juego es la gráfica. En el resto, señaló una jugabilidad aburrida. Gennady Skhodnensky de Lenta.ru, por el contrario, subrayó que aunque "‘Smuta’ no es un juego perfecto y tiene problemas", "como un primer intento y uno de los primeros proyectos que abren la industria AAA moderna en Rusia, está bastante bien". Bogdan Bobrov de "Rossiyskaya Gazeta", al hacer sus conclusiones en su reseña, comparó el juego con Assassin’s Creed, señalando que este último se lanzó en 2007, pero "supera por mucho las aventuras del boyardo Miloslavsky en todos los criterios". El ex editor en jefe de "Igromania" Alexander Kuzmenko señaló que "Smuta" recuerda a los juegos de 2005-2006, y agregó que los creadores deberían haber elegido otro género y dedicar otros cinco años al desarrollo. Denis Mayorov, en su reseña en el sitio Disgusting Men, declaró que en el mejor de los casos "Smuta" se puede comparar con una versión de demostración temprana y una prueba de concepto para el editor. Los desarrolladores lanzaron un "producto vacío y no competitivo" que no alcanza ni el mínimo estándar. El crítico cree que esto no ofrece ninguna perspectiva para la industria de los videojuegos en Rusia, "y puede incluso convertirse en una mancha en ella". GameMAG.ru dictaminó: "‘Smuta’ es una aldea Potemkin virtual, construida solo para rendir cuentas a los funcionarios. Desde fuera, parece que todo se ve bonito e incluso funciona. Pero basta con tocarla para que la ilusión se derrumbe".
Nikita Buyanov, director de Escape from Tarkov, cree que "Smuta" fue un intento, pero los creadores no debieron posicionarla en el formato: "Este es nuestro 'The Witcher'". Según él, el juego debería haberse lanzado tranquilamente en versión beta y seguir desarrollándose. Además, la comunidad de jugadores rusos, a diferencia de la occidental, "no solo no perdona los errores, sino que también adora el drama y cuando alguien falla en algo. Si logras algo, nadie hablará de ello. Pero cuando fallas en algo, es una excelente oportunidad para decirlo en todas partes".
Los diputados de la Duma Estatal de la Federación Rusa comentaron el lanzamiento de "Smuta" de manera ambigua: Anton Gorelkin dijo que es "el primer paso tentativo para construir un nuevo gaming ruso", y que el objetivo principal del juego es "despertar el interés por la historia rusa entre los jóvenes". Al mismo tiempo, duda que "Smuta" se venda en Occidente debido a la imagen de Rusia y sus patriotas luchando contra los invasores. Gorelkin cree que "a nuestros adversarios informativos no les gustan tanto las narrativas que se incluyen en 'Smuta' como la actividad del estado en la construcción de relaciones con los desarrolladores de juegos". Por el contrario, Vitaly Milonov criticó el juego, calificándolo de chapuza. El diputado considera que el estado debe exigir un informe sobre los 500 millones de rublos gastados en el desarrollo, y el bajo nivel de calidad, según Milonov, indica la posible implicación de los servicios de inteligencia polacos en el reclutamiento de los creadores. El director del Instituto de Desarrollo de Internet, Alexey Goreslavsky, respondió que el dinero se otorgó de forma no reembolsable y que "el mero hecho de crear un producto nacional ya es un logro". Según él, en el Instituto se enfrentaron por primera vez a ataques masivos contra el juego utilizando bots y "un ataque claramente evidente por parte de los medios liberales y de la oposición".
Klim Zhukov, en un artículo para "FederalPress", destacó la meticulosa atención de los desarrolladores a los trajes, edificios, armas, armaduras y otras culturas materiales de Europa del Este y Rusia a principios del siglo XVII. Según él, en un sentido propagandístico y educativo, esto es una ventaja. Los gráficos son buenos, pero la frecuencia de actualización de fotogramas plantea preguntas. La trama no tiene en cuenta la experiencia mundial de los juegos del género RPG, es estrictamente lineal, sin ramificaciones, lo que es una desventaja según los estándares de 2024. Los escolares, para quienes está diseñado el lanzamiento, inevitablemente compararán "Smuta" con otros ejemplos. Para ellos, lo principal es que sea interesante. A diferencia de "The Witcher 3", aquí no hay numerosas misiones secundarias y un mundo abierto. Es imposible mejorar las armaduras, crear armas o comprarlas en una versión avanzada. Los problemas clave de la narrativa: el libro de Zagoskin, publicado durante el reinado de Nicolás I, no ha pasado la prueba del tiempo y no es apto para el lector moderno, y los Miloslavsky en realidad eran una familia noble, por lo que el héroe no podría haber servido bajo el desconocido boyardo Kruchina. Zhukov calificó este enfoque como "una completa falta de comprensión de la historia de la Patria en general", lo cual no podría haber sido desarrollado por un propagandista de la primera mitad del siglo XIX, y se preguntó: "¿Por qué seguimos este camino y socavamos las bases de nuestro propio trabajo?". Maksim Dragan de iXBT Games recomendó a los jugadores jugar a Kingdom Come: : Deliverance o "Mount & Blade: With Fire & Sword" — "transmitirán con mayor precisión la vida cotidiana de esa época y el espíritu de la época, y este último incluso sumergirá en los eventos históricos después del Período Tumultuoso".
Las críticas se dirigieron a los diálogos, la actuación de voz y la propaganda insistente de valores tradicionales en el juego. Por ejemplo, el protagonista discute con un polaco sobre personas trans y afirma que en Polonia no hay mujeres, solo "hombres disfrazados", y uno de los personajes declara que la gente debería, si es necesario, hipotecar a sus esposas e hijos para las necesidades del ejército ruso. Esta última declaración hace referencia a Kuzma Minin: "Gente ortodoxa, vamos a ayudar al Estado de Moscú, no nos lamentemos de nuestras vidas, y no solo de nuestras vidas: venderemos nuestras propiedades, hipotecaremos a nuestras esposas e hijos y pediremos a alguien que sea nuestro líder".
Alexander Malkevich, primer vicepresidente de la Cámara Pública de la Federación Rusa, está seguro de que la ola de negatividad puede considerarse inequívocamente como un éxito de "Smuta": el juego para el mercado local se está discutiendo ampliamente en el extranjero. El periodista asocia la crítica no constructiva con agentes extranjeros y expatriados, la mayoría de los cuales, según Malkevich, "ni siquiera han jugado el juego, sino que han visto videos de personas similares que destacan ciertos defectos...". Esto le recordó la situación en torno a Atomic Heart.

## Adaptación cinematográfica
El 28 de junio de 2022, se supo que se planea una serie basada en el universo del juego ruso "Smuta", que debería convertirse en parte de un Metaverso. El productor de la serie de "Smuta" fue Dzhanik Fayziev, quien en junio de 2022 era el director general de Okko. Se suponía que el lanzamiento de la serie y el juego se realizarían al mismo tiempo. La publicación "Kommersant" estimó la producción de la serie en 400-600 millones de rublos.